# Cyrtogrammomma
Cyrtogrammomma is een geslacht van spinnen uit de familie Barychelidae.

## Soorten
Het geslacht kent de volgende soort:
- Cyrtogrammomma monticola Pocock, 1895